# Georg Friedrich Daumer
Georg Friedrich Daumer (Nuremberg, 5 de Março, 1800 –Wurtzburgo, 14 de Dezembro de 1875), foi um poeta e filósofo alemão.

## Vida
Ele foi educado no ginásio de sua cidade natal, na época dirigido pelo famoso filósofo Hegel. Em 1817 ingressou na Universidade de Erlangen como estudante de teologia, mas abandonou esse estudo pela filosofia. Por vários anos Daumer foi professor no ginásio de Nuremberg; devido a problemas de saúde, ele foi aposentado em 1832 e, a partir de então, dedicou-se inteiramente ao trabalho literário. Enquanto em Erlangen ele ficou fortemente sob a influência do Pietismo. Logo, no entanto, ele se tornou cético e exibiu inclinações decididas parapanteísmo. De protestante ortodoxo, tornou-se gradualmente um amargo inimigo do cristianismo, que atacou em vários escritos e pelo qual se esforçou para substituir uma nova religião "de amor e paz", formulada em sua obra Religion des neuen Weltalters (Hamburgo, 1850). Karl Marx e Frederick Engels juntaram-se para escrever uma revisão crítica da Die Religion des Neuen Weltalters, de Daumer, em janeiro a fevereiro de 1850, que foi publicada na Neue Rheinische Zeitung: Politisch-Ökonomische Revue. Marx e Engels criticaram a teoria da história de Daumer do ponto de vista de classe. Em vez de uma luta entre classes econômicas na sociedade, Daumer via apenas uma luta entre "grossura" e "cultura".
Antes de escrever Die Religion des Neuen Welalters, Daumer havia publicado uma série de obras, todas de tendência distintamente antiteológica, das quais as mais importantes são: Philosophie, Religion, und Altertum (Nuremberg, 1833); Züge zu einer neuen Philosophie der Religion und Religionsgeschichte (Nuremberg, 1835); Der Feuer-und Molochdienst der Hebräer (Brunswick, 1842); Die Geheimnisse des christlichen Altertums (Hamburgo, 1847). Pouco depois de 1850, Daumer deixou Nuremberg e se estabeleceu em Frankfurt, onde uma grande mudança logo se abateu sobre ele. Em 1858 em Mainzele abraçou publicamente a fé católica e desde então tornou-se seu zeloso defensor. Entre as obras escritas após sua conversão estão: Meine Konversion (Mainz, 1859); Aus der Mansarde (1860-1862); Das Christentum und sein Urheber (Mainz, 1864); Das Wunder, seine Bedeutung, Wahrheit und Notwendigkeit (Ratisbona, 1874). O último trabalho mencionado é dirigido expressamente contra as opiniões de David Strauss.
Uma das partes mais importantes da obra de Daumer é sua poesia. Seus Hafis (Hamburgo, 1846; uma segunda coleção, 1852) contêm imitações graciosas, mas muito livres, das canções do famoso poeta persa. Alguns deles tornaram-se amplamente conhecidos através dos cenários musicais de Brahms, como as Valsas de Liebeslieder e Neue Liebeslieder. Esta coleção, assim como Mahomed und sein Werk (Hamburgo, 1848), é distintamente dirigida contra a hipocrisia e o ascetismo que, na época, Daumer acreditava ser inseparável do cristianismo ortodoxo. Entre outros poemas podem ser mencionados: Glorie der heiligen Jungfrau Maria (Nuremberg, 1841); Frauenbilder und Huldigungen (Leipzig, 1853); Marianische Legenden und Gedichte (Munster, 1859) e Schöne Seelen (Mainz, 1862).
Daumer também era conhecido como anfitrião e professor do misterioso enjeitado Kaspar Hauser em 1828-30 e escreveu vários livros sobre o caso.